# فاليريا دياز
فاليريا دياز (بالإسبانية: Valeria Rocio Diaz)‏ هي ممثلة أرجنتينية، ولدت في 27 ديسمبر 1984 في بوينس آيرس في الأرجنتين.

## وصلات خارجية
- فاليريا دياز على موقع IMDb (الإنجليزية)
- فاليريا دياز على موقع قاعدة بيانات الفيلم (الإنجليزية)